# مایع‌سازی گاز طبیعی پارسی
مایع‌سازی گاز طبیعی پارسی یا ال‌ان‌جی پارسی (انگلیسی: Persian LNG) یک پروژه ال‌ان‌جی در ایران است. این پروژه بر اساس ذخایر میدان گازی پارس جنوبی تعریف شده‌است. این پروژه توسط شرکت ملی نفت ایران توسعه یافته‌است.

## شرح فنی
پروژه مایع‌سازی گاز طبیعی پارسی شامل توسعه فازهای ۱۳ و ۱۴ میدان گازی پارس جنوبی و ساخت دو قطار ال‌ان‌جی هر کدام با ظرفیت ۸٫۱ میلیون تن در سال است. فرایند مایع‌سازی قرار بود بر اساس فرایند مبرد مخلوط دوگانه شل باشد.
این نیروگاه در بندر تمبک (۵۰ کیلومتری شمال غرب بندر عسلویه و ۱۵ کیلومتری جنوب شرق بندر کنگان) واقع شده و توسط خط لوله زیردریایی به طول ۱۳۵ کیلومتر (۸۴ مایل) و با قطر۳۲ اینچ (۸۱۰ میلیمتر) به پارس جنوبی متصل می‌شود.
انتظار می‌رود این پروژه ۱۰ میلیارد دلار هزینه داشته باشد و همچنین انتظار می‌رود کارخانه ال‌ان‌جی تا سال ۲۰۱۲ به بهره‌برداری برسد.
قرار بود نیروگاه ال‌ان‌جی از گاز فاز ۱۳ پارس جنوبی تغذیه شود. با این حال، تصمیم گرفته شد که با فازهای دیگری جایگزین شود.

## شرکت
پروژه در ابتدا به عنوان مشارکت شرکت ملی نفت ایران (۵۰٪)، شل پی‌ال‌سی (۲۵٪) و رپسول (۲۵٪) در نظر گرفته شد. در سال ۲۰۱۰، شل و رپسول از این پروژه حذف شدند.